# Najibabad
Najibabad es  una ciudad y municipio situado en el distrito de Bijnor en el estado de Uttar Pradesh (India). Su población es de 88.535 habitantes (2011). 

## Demografía
Según el  censo de 2011 la población de Najibabad era de 88.535 habitantes, de los cuales 46.372 eran hombres y 42.163 eran mujeres. Najibabad tiene una tasa media de alfabetización del 67,46%, inferior a la media estatal del 67,68%: la alfabetización masculina es del 71,12%, y la alfabetización femenina del 63,45%.